# Лазарев, Александр Фёдорович
Александр Фёдорович Лазарев (род. 1947) — советский и российский учёный и государственный деятель, доктор медицинских наук, профессор, академик Международной академии наук экологии, безопасности человека и природы.
Автор более 450 печатных работ, а также более 30 авторских свидетельств и патентов.

## Биография
Родился 21 августа 1947 года в селе Шипуново Алтайского края.

### Образование
После окончания школы служил в рядах Советской армии. После демобилизации поступил в Алтайский государственный медицинский институт, который окончил с отличием в 1975 году по специальности «Лечебное дело». Продолжил своё образование в аспирантуре Научно-исследовательского онкологического института в Москве. В 1985 году защитил диссертацию на соискание ученой степени кандидата медицинских наук на тему «Факторы прогноза при комбинированном лечении рака грудного отдела пищевода». В 1992 году защитил докторскую диссертацию на тему «Оптимизация методов хирургического и лекарственного лечения рака желудка» и в 1993 году получил звание профессора. В 1994 году стал академиком Международной академии безопасности экологии и человека.

### Деятельность
С 1976 года Александр Лазарев работал хирургом-онкологом, заведующим отделением и начмедом Алтайского краевого онкологического диспансера. В 1981—1982 годах являлся ассистентом курса онкологии Алтайского государственного медицинского института (позже стал университетом). В 2002 году был избран заведующим кафедрой онкологии АГМУ. В 1982 году стал главным врачом Барнаульского онкодиспансера и занимал этот пост до 1994 года. С 1992 по 2001 год работал по совместительству в АГМУ профессором кафедры хирургии факультета усовершенствования врачей. Под его руководством защищено 10 диссертаций на соискание степени кандидата медицинских наук.
В 1994 году Александр Фёдорович организовал научно-практическое объединение «Алтайский онкологический центр» и был назначен его директором. В 2001 году созданное им НПО было переименовано в «Алтайский краевой онкологический диспансер».
Также занимается общественной деятельностью: с 1993 года является председателем Алтайского противоракового общества; в 1990, 1992, 1996 и 2004 годах избирался депутатом алтайского краевого Совета народных депутатов. В 2001 году А. Ф. Лазарев был избран первым президентом Ассоциации онкологов Сибири, в 2002 году — членом Президиума правления Всероссийской ассоциации онкологов. Является членом партии «Единая Россия» и её Регионального политического совета. В 2008 году стал депутатом Алтайского краевого законодательного собрания (избран по одномандатному избирательному округу № 27).
Заслуженный врач РФ (1995), кавалер ордена Почёта (2000), неоднократный лауреат премии Алтайского края за личные достижения в науке. Награждён знаком «Отличник здравоохранения» Минздрава РФ, является Почётным гражданином города Барнаула (1997). Заслуженный изобретатель РФ (2024).